# Furstendömet Capua
Furstendömet Capua var en historisk italiensk monarki i södra Italien mellan 861 och 1139. Det utkristalliserades ur furstendömet Salerno, och uppgick 1139 i kungariket Sicilien.